# Kotka na gorącym blaszanym dachu (sztuka)
Kotka na gorącym blaszanym dachu (wystawiana w Polsce również jako Kotka na rozpalonym blaszanym dachu, ang. Cat on a Hot Tin Roof) – sztuka teatralna autorstwa Tennessee Williamsa, wystawiona po raz pierwszy 24 marca 1955 roku w Morosco Theatre w Nowym Jorku. Williams otrzymał za nią Nagrodę Pulitzera w dziedzinie dramatu za rok 1955. W 1958 roku została zekranizowana w postaci cieszącego się dużą popularnością filmu. Polska prapremiera teatralna miała miejsce 10 listopada 1972 roku w Teatrze Powszechnym w Łodzi.

## Opis fabuły
Sztuka rozgrywa się na wielkiej plantacji bawełny, gdzieś w delcie Mississippi. Akcja trwa jeden wieczór, w czasie którego swoje 65. urodziny obchodzi niezwykle bogaty właściciel plantacji. Przez ostatnie lata podupadał on na zdrowiu, a nawet podejrzewano u niego złośliwy nowotwór. W dniu swoich urodzin dowiaduje się jednak, że biopsja nie wykazała nowotworu, co jest dla niego ogromną ulgą. Nie wie jednak, że jest oszukiwany przez swojego lekarza i dzieci – w rzeczywistości jest w terminalnym stadium choroby i kwalifikuje się wyłącznie do opieki paliatywnej.
Prawdę o chorobie ojca znają jego dwaj synowie, którzy przybywają na urodziny wraz ze swoimi bliskimi. Starszy Gooper, który zawsze miał z ojcem bardzo trudne relacje, wyjechał z rodzinnych stron do Memphis, tam został wziętym prawnikiem i ojcem piątki dzieci, szóste zaś jest w drodze. Jego żoną jest Mae, pozornie słodka, a w rzeczywistości złośliwa i wyrachowana kobieta. Oboje chcą skłonić ojca, aby to im zapisał cały swój majątek. Początkowo wydaje się to o tyle prostym zadaniem, że jedynym konkurentem Goopera do spadku jest jego młodszy brat Brick, były sportowiec, który po kontuzji był przez pewien czas komentatorem sportowym, ale popadł w nałóg alkoholowy. Na domiar złego Brick i jego żona Margaret (zwykle określana zdrobnieniem Maggie) pozostają bezdzietni, rodzina zaś huczy od plotek o ich nieudanym pożyciu seksualnym.
Akcja sztuki składa się z trzech zasadniczych części, z których dwie pierwsze grane są przez pary aktorów niemal zupełnie w duetach. Pierwsza stanowi długą rozmowę Bricka i Margaret, ukazującą smutną prawdę o ich związku. Choć Maggie jest bardzo atrakcyjna i silnie pożąda męża, od dawna już ze sobą nie sypiają. Brick otwarcie sugeruje, aby Maggie znalazła sobie kochanka lub wręcz odeszła od niego. Na to jednak kobieta absolutnie nie chce się zgodzić, choć wcześniej zdradziła męża z jego najlepszym przyjacielem, obecnie już nieżyjącym. Druga część to podobnie długa rozmowa Bricka z jego ojcem, również stanowiąca swego rodzaju próbę przepracowania wzajemnych relacji. Wreszcie część trzecia, rozgrywająca się już po ujawnieniu prawdy o chorobie ojca, stanowi psychodramę w szerszym rodzinnym gronie, związaną z jednej strony z walką o spadek, a z drugiej z ogromną rozpaczą matki, która wie, że wkrótce stanie się wdową.

### Tytuł
Tytuł sztuki zostaje wyjaśniony już w jej pierwszym akcie jako metafora, za pomocą której Margaret określa swoją sytuację uczuciową. Czuje się nieszczęśliwa w swoim małżeństwie i cierpi jak kotka na gorącym blaszanym dachu, ale jednocześnie, mimo zachęt męża, nie chce zeskoczyć z dachu, czyli rozstać się z nim. W dalszej części tekstu Maggie jeszcze kilkakrotnie określa samą siebie mianem kotki.

## Polskie przekłady
Istnieją dwa polskie przekłady, które różnią się zarówno tytułami, jak i określeniami niektórych postaci w didaskaliach.

### Przekład Kazimierza Piotrowskiego
Jako pierwszy przełożył ją Kazimierz Piotrowski, którego tłumaczenie używane było we wszystkich polskich inscenizacjach w latach 1972–2011. W tej wersji tekstu sztuka nosi tytuł Kotka na rozpalonym blaszanym dachu, przy czym w niektórych inscenizacjach po słowie rozpalonym dodawano przecinek, natomiast spektakl wystawiony w 1987 w Teatrze Współczesnym we Wrocławiu nosił zmodyfikowany tytuł Kotka na rozgrzanym od słońca blaszanym dachu. W tej wersji właściciel plantacji i jego żona określani są mianem Babci i Dziadka. Odwiedzający dom duchowny nazywany jest w didaskaliach Pastorem, lekarz zaś to po prostu Doktor.

### Przekład Jacka Poniedziałka
Począwszy od spektaklu zrealizowanego w 2013 roku w Teatrze im. Żeromskiego w Kielcach, wszystkie polskie inscenizacje korzystają z nowego przekładu autorstwa Jacka Poniedziałka, który dostosował tytuł do popularnej ekranizacji filmowej sztuki. Określenia postaci są przeniesione z tekstu angielskiego bardziej dosłownie. I tak zamiast „Dziadka” mamy Dużego Tatę (w oryginale Big Daddy), a zamiast „Babci” Dużą Mamę (Big Mommy). Lekarz nazywany jest Doktorem Baugh, duchowny Księdzem Tookerem, natomiast Mae i Gooper otrzymali dodatkowe miana Pani Siostry i Pana Brata.

## Wybrane inscenizacje

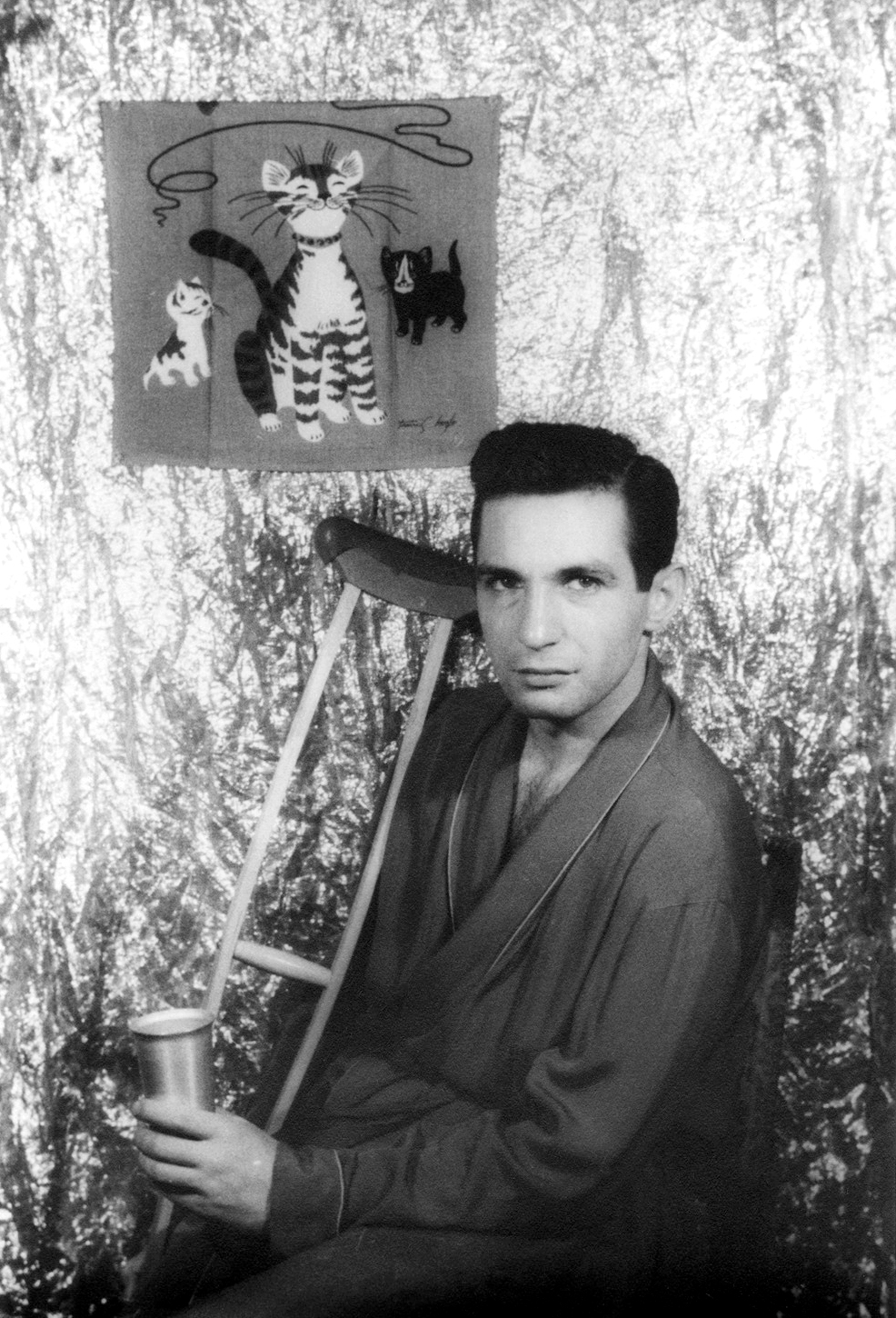
Ben Gazzara jako Brick w prapremierowej inscenizacji w Nowym Jorku (1955)

- Nowy Jork, 1955[2] – światowa prapremiera, reżyseria: Elia Kazan, główna obsada: Barbara Bel Geddes (Margaret), Ben Gazzara (Brick), Burl Ives (Duży Tata)
- Łódź, 1972[5] – polska prapremiera, reżyseria: Jerzy Hoffman, główna obsada: Jadwiga Siennicka (Margaret), Janusz Kubicki (Brick), Jerzy Przybylski / Jerzy Staszewski (Dziadek – Duży Tata)
- Warszawa, 2013[7] – spektakl Teatru Narodowego, reżyseria: Grzegorz Chrapkiewicz, główna obsada: Małgorzata Kożuchowska / Edyta Olszówka (Margaret), Grzegorz Małecki (Brick), Janusz Gajos (Duży Tata)
- Londyn, 2017[8] – spektakl teatru Young Vic z rejestracją i międzynarodową transmisją kinową, wyprodukowaną przez Królewski Teatr Narodowy. Reżyseria: Benedict Andrews, główna obsada: Sienna Miller (Margaret), Jack O’Connell (Brick), Colm Meaney (Duży Tata)